# 貝爾 (馬里)

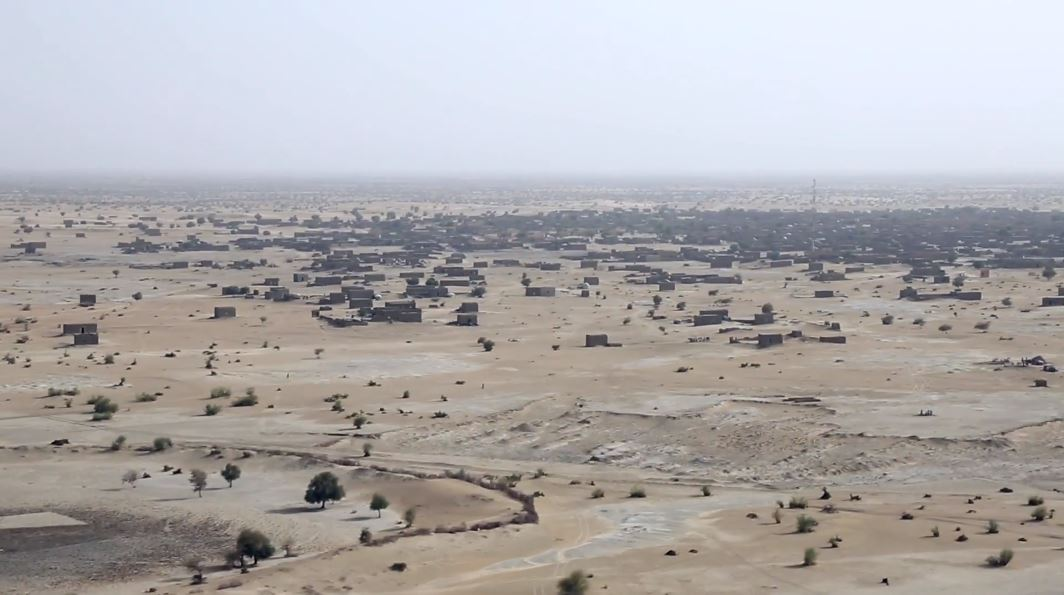
貝爾

貝爾（法語：Ber），是馬里的城鎮，位於該國西南部，由通布圖區的通布圖省負責管轄，處於廷巴克圖以東53公里，面積35,280平方公里，2009年人口9,536，人口密度每平方公里0.27人。

## 友好城市
- 法國 奥尔日河畔圣米歇尔